# Aclitus
Aclitus is een geslacht van schildwespen (Braconidae). De wetenschappelijke naam van het geslacht is voor het eerst geldig gepubliceerd in 1862 door Förster.

## Soorten
- Aclitus obscuripennis Förster, 1862
- Aclitus sappaphis Takada & Shiga, 1974